# Пассаван, Иоганн Давид
Иоганн Давид Пассаван, также Иоганн Давид Пассавант (нем.  Johann David Passavant, 18 сентября 1787, Франкфурт-на-Майне — 17 августа 1861, Франкфурт-на-Майне) — немецкий живописец и историк искусства.

## Биография
Иоганн Пассаван был сыном франкфуртского купца Иоганна Давида Пассавана (1756—1800) и его жены Катарины Элизабеты, урожденной Гогель. Как и его друг детства, будущий живописец немецкого романтизма Франц Пфорр, он интересовался живописью, но по просьбе отца учился коммерции. В 1809—1813 годах продолжал обучение во Франции, в Париже, где познакомился с выдающимися произведениями искусства, собранными в Музее Наполеона (название Лувра в 1803—1814 годах).
В 1813 году при финансовой поддержке барона Карла Фридриха фон Румора, известного любителя искусства, Иоганн Пассаван отправился в Италию. С 1813 по 1815 год он добровольно участвовал в наполеоновских войнах. В 1815—1817 годах он снова жил в Париже и до такой степени увлёкся живописью, что решил всецело посвятить себя этому искусству и поступил в ученики, сначала к Жаку Луи Давиду, а затем к Антуан-Жану Гро.
Осенью 1817 года он снова поехал в Рим, где сблизился с немецкими художниками-назарейцами: Фридрихом Овербеком, Петером фон Корнелиусом, Францем Пфорром, Юлиусом Шнорр фон Карольсфельдом, Фридрихом Вильгельмом фон Шадовым.
Пассаван и сам занимался живописью, но более сосредоточился на изучении истории искусства. Он был одним из первых, кто осознал выдающееся значение Джотто для развития мировой живописи. В 1820 году он опубликовал свою первую работу «Взгляды на изобразительное искусство и представление движения в Тоскане» (Ansichten über die bildenden Künste und Darstellung des Ganges der selben in Toscana).
По возвращении во Франкфурт в 1840 году Иоганн Давид Пассаван был назначен инспектором Штеделевского художественного института. Он продолжал заниматься изучением творчества мастеров позднего Средневековья, в особенности любимого им Джотто. Он посещал многие государственные и частные коллекции живописи. В 1839 году были опубликованы первые два тома его монографии «Рафаэль из Урбино и его отец Джованни Санти» (Raffael von Urbino und sein Vater Giovanni Santi). Третий том последовал в 1859 году. Издание включало приложение, состоящее из текстов документов и снабжённое комментированным каталогом произведений художника. Ж. Базен назвал эту публикацию «первой из подлинно научных искусствоведческих монографий в современном понимании».
Пассаван сумел реконструировать экспозицию картин Штеделевского института и приобрести многие новые и ценные произведения, среди которых были Мадонна Лукка Яна ван Эйка и Флемальский алтарь Робера Кампена. Кроме того, он приобрел множество гравюр и рисунков, которые сделали графическую коллекцию Штеделя одной из самых значительных в Германии. Поэтому Иоганн Пассаван справедливо считается одним из основоположников современного музейного дела.
Его именем названа улица Пассавантштрассе в Заксенхаузене.

## Основные публикации
- Взгляды на изобразительное искусство и представление движения в Тоскане. К определению точки зрения, с которой следует рассматривать новую немецкую школу живописи. Сделано немецким художником в Риме (Ansichten über die bildenden Künste und Darstellung des Ganges der selben in Toscana zur Bestimmung des Gesichtspunctes, aus welchem die neudeutsche Malerschule zu betrachten ist. Von einem deutschen Künstler in Rom). 1820
- Художественное путешествие по Англии и Бельгии с отчётом о строительстве собора во Франкфурте-на-Майне (Kunstreise durch England und Belgien nebst einem Bericht über den Dombau zu Frankfurt am Main). 1833
- Каталог экспонированных предметов искусства Штеделевского художественного института (Verzeichnis der öffentlich ausgestellten Kunst-Gegenstände des Städelschen Kunstinstituts). 1844
- Христианское искусство в Испании (Die christliche Kunst in Spanien). 1853
- Художник-гравёр: содержит историю гравюры по дереву, металлу и резцу до конца XVI века, историю ниелло с дополнением к описательной части очерка о техники черни Дюшана Эне и дополнительным каталогом … (Le peintre-graveur: contenant l’histoire de la gravure sur bois, sur métal et au burin jusque vers la fin du XVI. siècle, l’histoire du nielle avec complément de la partie descriptive de l’essai sur les nielles de Duchesne Ainé et un catalogue supplémentaire aux…). В 6-ти томах. 1860—1864